# Вайсеное
Вайсеное (нім. Weißenohe) — громада в Німеччині, розташована в землі Баварія. Підпорядковується адміністративному округу Верхня Франконія. Входить до складу району Форхгайм. Складова частина об'єднання громад Грефенберг.
Площа — 4,71 км2. Населення становить 1173 ос. (станом на 31 грудня 2020).

## Галерея

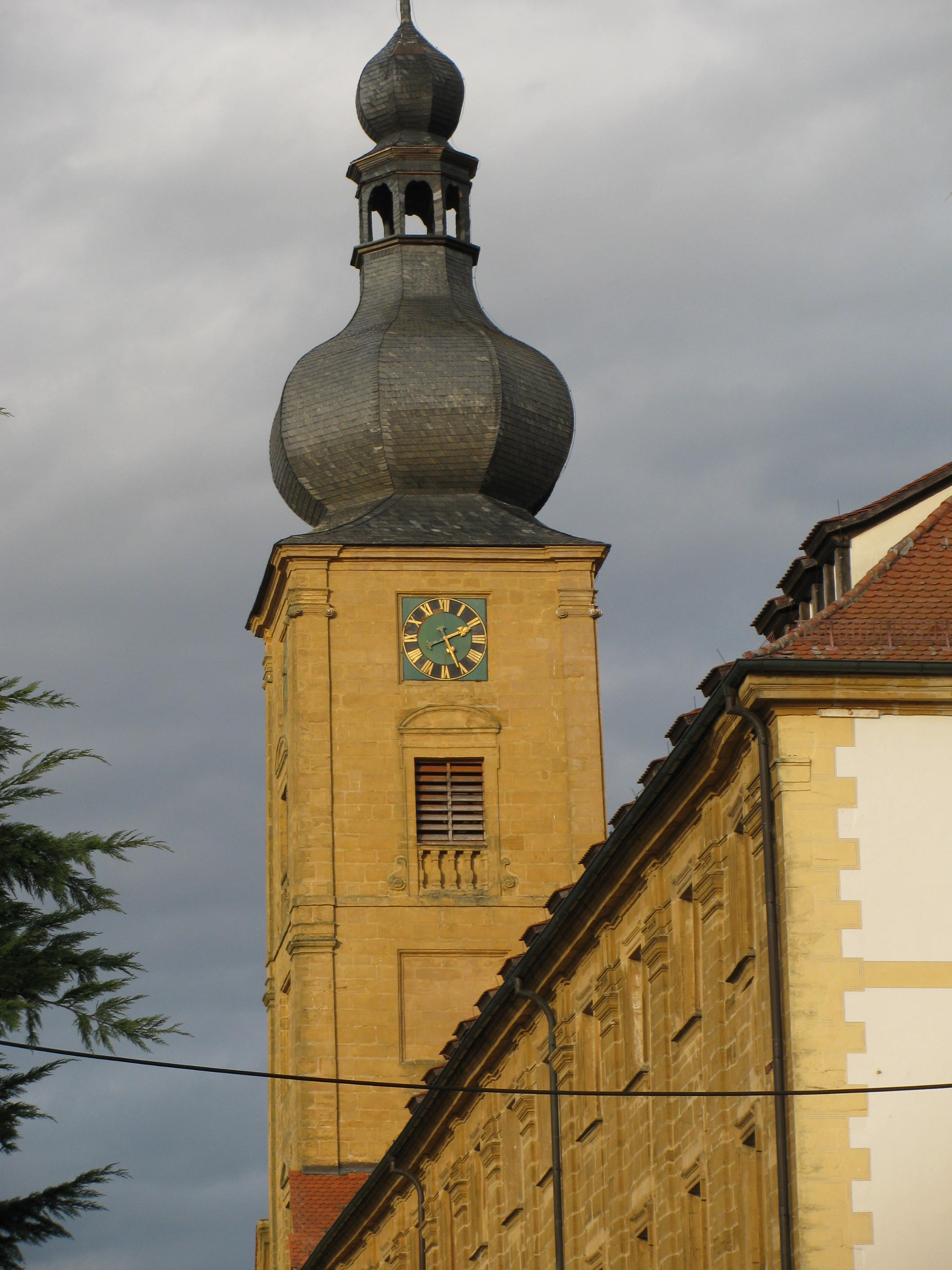
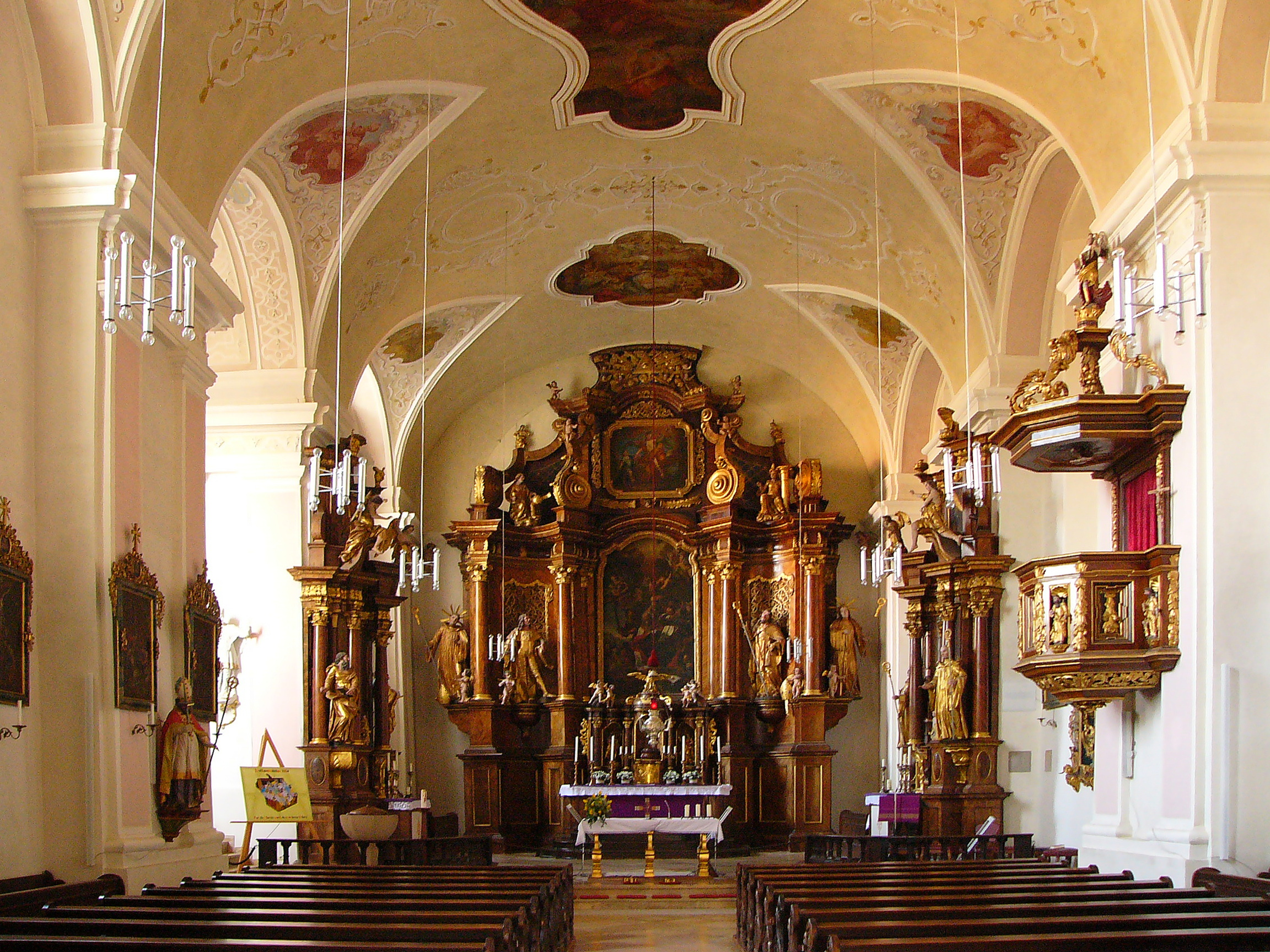
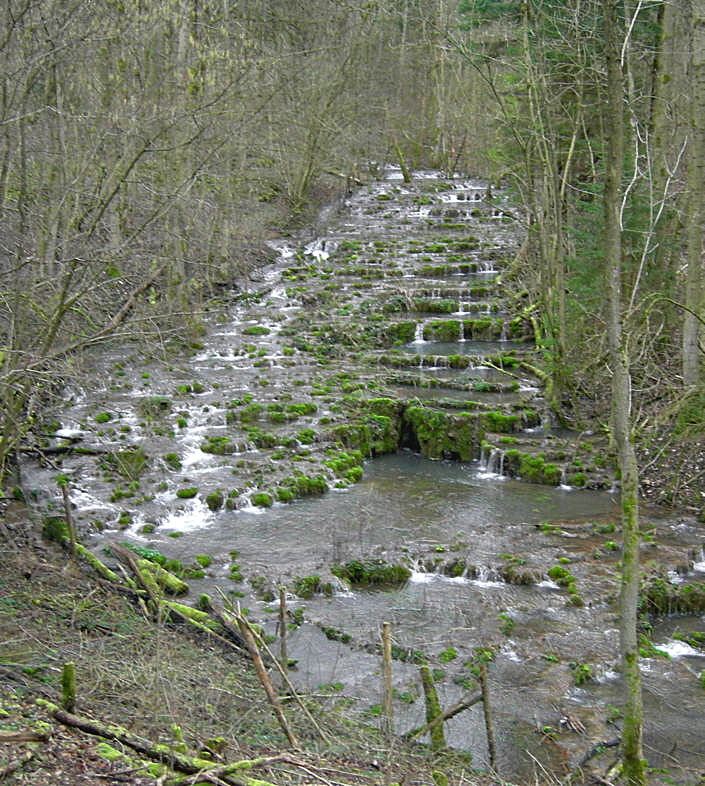
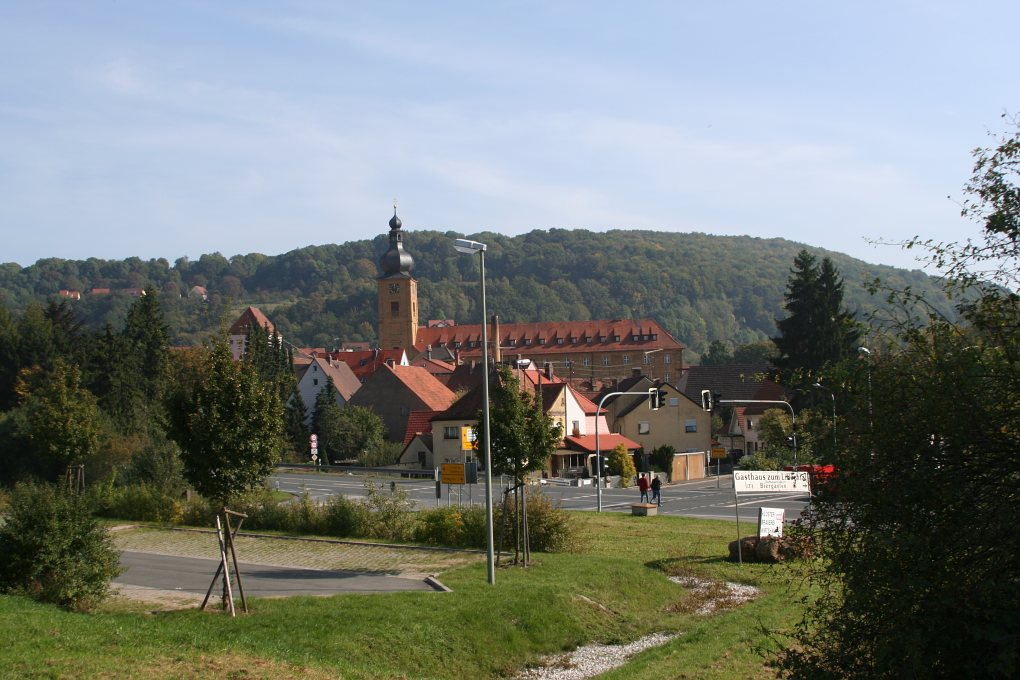